# Jason & The Scorchers
Os Jason & The Scorchers foram uma banda norte-americana de country punk, formada em 1981, em Nashville, por Jason Ringenberg (vocais), Warner Hodges (guitarra), Jeff Johnson (baixo), e Perry Baggs (bateria). 

## História
Os Jason and The Scorchers surgiram em 1981, com um género musical misto de country e punk. Oriundos de Nashville, foram uma das primeiras bandas de country com um som alternativo. Um dos seus primeiros êxitos, foi uma versão de "Absolutely Sweet Marie", de Bob Dylan, incluída no EP de 1983, Fervor.
Em 1985 lançam o primeiro álbum de originais, Lost & Found, seguido de Still Standing, em (1986). Este dois trabalhos reflectem o som country punk, que os caracteriza, lembrando versões mais pesadas de tems dos Rolling Stones, ou Johnny Cash.
Se por um lado são inovadores no seu estilo musical, por outro lado este mesmo estilo trás-lhes dificuldades comerciais, pois nem as rádios de música rock, nem as de country, passavam as suas músicas. Jason Ringenberg abandona a banda.
Em 1989, Jason junta-se de novo ao grupo, e lançam Thunder & Fire, que se afasta do som country punk, e se revela um insucesso, levando Jason a nova saída da banda, para uma carreira a solo.
Em 1994, dá-se nova reunião dos membros da banda, que dá origem aos trabalhos A Blazing Grace, de (1995), e Clear Impetuous Morning, em (1996). Jeff Johnson deixa a banda em 1997, entrando para o seu lugar Kenny Ames. Ames trás nova energia, e revitaliza o som do grupo. Em 1997, gravam o álbum ao vivo Midnight Roads & Stages Seen, lançado no ano seguinte, que é bem aceite pela crítica, e pelos fãs.
Em 1999, a Walt Disney Records encerra a Mammoth Records, deixando a banda sem editora. Desde essa data, o grupo lançou o álbum ao vivo Rock on Germany, em 2001, através da editora privada de Ringenberg, a Courageous Chicken Records.

## Discografia

### Álbuns
- Lost & Found, (1985)
- Still Standing, (1986)
- Thunder & Fire, (1989)
- A Blazing Grace, (1995)
- Clear Impetuous Morning, (1996)

### Ao vivo
- Midnight Roads & Stages Seen, (1998). Concerto em Nashville, em 1997.
- Rock on Germany, (2001). Concerto em Colónia, em 1985.

### Compilações
- Essential Jason and the Scorchers,
- Volume One-Are You Ready For The Country?, (1992). Primeira compilação de Fervor e Lost & Found.
- Both Sides of the Line, (1996). Compilação de Fervor e Lost & Found.

### EP
- Restless Country Soul, (1982), como Jason and the Nashville Scorchers
- Fervor, (1983), como Jason and the Nashville Scorchers